# Institut panrusse de recherche scientifique pour l'ingénierie physique et la métrologie radiotechnique
L'Institut panrusse de recherche scientifique pour l'ingénierie physique et la métrologie radiotechnique (en russe Всероссийский научно-исследовательский институт физико-технических и радиотехнических измерений, BHИИФTPИ ou VNIIFTRI) est un institut de métrologie scientifique russe.

## Histoire
Le VNIIFTRI trouve son origine lorsque les horloges de références de l'URSS sont transférées depuis l'observatoire de Poulkovo en 1941.
Il obtient le statut de centre scientifique d'État de la Fédération de Russie en 1994, statut confirmé à plusieurs reprises entre 1997 et 2013.
Depuis le 4 octobre 2022, l'institut est inscrit sur la liste des sanctions des États-Unis et de tous les pays de l'Union européenne en raison de l'invasion de l'Ukraine par la Russie.

## Activités
Le VNIIFTRI, Institut national de métrologie scientifique, mène des recherches fondamentales et appliquées en métrologie, garantissant l'uniformité des mesures, la création et l'amélioration des normes nationales et le développement de nouvelles méthodes de mesure dans les domaines et types de mesures suivants :
- mesure du temps et de la fréquence, des grandes longueurs, détermination des paramètres de rotation de la Terre ;
- msures de coordonnées temporelles et de navigation, y compris celles utilisant les signaux du système GLONASS ;
- mesures géodésiques et gravimétriques ;
- mesure des paramètres des oscillations électromagnétiques, de la radio-ingénierie et des grandeurs magnétiques ;
- mesures acoustiques, hydroacoustiques et hydrophysiques ;
- mesures physiques et mécaniques ;
- mesures physiques et chimiques ;
- mesures à basse température ;
- mesure des paramètres des rayonnements ionisants ;

et dans un certain nombre d’autres domaines.
Le Département de recherche « Centre métrologique principal du Service national du temps, de la fréquence et de la détermination des paramètres de rotation terrestre » assure la reproduction de l'échelle de temps nationale et répond également aux besoins de l'État en signaux de référence de temps et de fréquence, ainsi qu'en informations sur les paramètres de rotation terrestre. Il comprend les stations de radio de signaux horaires RBU (en), RTZ (en) et RWM, ainsi que des moyens de transmission de signaux horaires via le système Beta (en) et le système de navigation CHAYKA (en), via GLONASS et Internet,. Plusieurs serveurs Internet de la strate 1 du Network Time Protocol (ntp1.vniiftri.ru à ntp4.vniiftri.ru) sont accessibles à des fins de synchronisation horaire. L'institut assure le développement, l'amélioration, la maintenance, la comparaison et l'application des étalons primaires d'État des unités, crée et gère un fonds d'information fédéral pour assurer l'uniformité des mesures et exerce les fonctions d'organisme mère de Rosstandart sur un certain nombre de questions.